# Jänkkämeer
Het Jänkkämeer, Jänkkäjärvi, is een meer in Zweedse, in de gemeente Kiruna. De naam van het meer komt uit het Zweeds en het Fins: Jänkkä-järvi betekent letterlijk moeras-meer. Het water uit het Jänkkämeer stroomt naar de Jänkkäjärvenrivier.
Afwatering: meer Jänkkämeer → Jänkkäjärvenrivier → Äijärivier → Torne → Botnische Golf